# Adrien Thélin
Adrien F.-H. Thélin (La Sarraz, 11 oktober 1842 - Lausanne, 4 mei 1922) was een Zwitsers politicus voor de Vrijzinnig-Democratische Partij (FDP/PRD) uit het kanton Vaud. Hij was zowel voorzitter van de Kantonsraad als voorzitter van de Nationale Raad.

## Biografie

### Kantonnale politiek
Adrien Thélin was oorspronkelijk wijnhandelaar. In 1870 werd hij lid van de Grote Raad van Vaud, waarvan hij gedurende 1882, 1886 en 1890 voorzitter van zou zijn. In de periode 1884-1885 was hij lid van de constituante in zijn kanton. In 1899 trad hij terug uit dit kantonnaal parlement toen hij lid werd van de Staatsraad van Vaud, de kantonnale regering, waarbinnen hij bevoegd werd voor Binnenlandse Zaken. Hij zou regeringslid blijven tot zijn overlijden in 1922.

### Federale politiek
Thélin was ook actief in de nationale politiek in Zwitserland. Zo zetelde hij van 18 juni 1883 tot 1 maart 1900 in de Nationale Raad. Van 6 juni 1898 tot 5 juni 1899 was hij voorzitter van de Nationale Raad. Op 19 maart 1900 trad hij vervolgens toe tot de andere kamer van de Zwitserse Bondsvergadering, de Kantonsraad. Hier zou hij zetelen tot 2 december 1917. Tussen 7 juni 1908 en 6 december 1909 was hij voorzitters van de Kantonsraad. Daarmee werd hij na Antoine Vessaz de tweede Vaudse politicus die beide kamers van het Zwitserse federale parlement heeft voorgezeten.
Tussen 1911 en 1914 was hij lid van het partijbestuur van de Vrijzinnig-Democratische Partij.

## Trivia
- Zijn moeder, Antoinette Henriette Lecca, was afkomstig van Corsica.
- In het Zwitserse leger had hij de graad van kolonel-brigadier.